# Bob Foster
Robert Lloyd Foster (ur. 27 kwietnia 1938 w Borger, zm. 21 listopada 2015 w Albuquerque) – amerykański bokser kategorii półciężkiej, zawodowy mistrz świata.
Jako amator Foster zdobył srebrny medal w wadze średniej (do 75 kilogramów) na igrzyskach panamerykańskich w 1959 w Chicago, przegrywając w finale z Abrao de Souza z Brazylii.
Przeszedł na zawodowstwo w 1961. Walczył głównie w wadze półciężkiej, ale zdarzały mu się pojedynki z pięściarzami wagi ciężkiej – przegrał z tak znanymi bokserami tej kategorii, jak Doug Jones, Ernie Terrell i Zora Folley.
24 maja 1968 w Madison Square Garden w Nowym Jorku Foster znokautował w 4. rundzie obrońcę tytułu Dicka Tigera i został zawodowym mistrzem świata w wadze półciężkiej. 22 stycznia 1969 w tej samej hali obronił po raz pierwszy tytuł, wygrywając przez techniczny nokaut w 1. rundzie z Frankiem DePaulą, mimo że sam został powalony na deski w tej rundzie. Później obronił tytuł jeszcze trzy razy i rzucił wyzwanie mistrzowi świata wagi ciężkiej Joemu Frazierowi. 18 listopada 1970 w Detroit został przez niego znokautowany w 2. rundzie. W tym samym roku został pozbawiony pasa przez organizację WBA, lecz pozostał mistrzem WBC.
Po czterech udanych obronach tego tytułu pokonał 7 kwietnia 1972 w Miami Beach mistrza organizacji WBA Vicente Rondóna z Wenezueli i ponownie został uniwersalnym mistrzem kategorii półciężkiej. Następnie wygrał z niepokonanym do tej pory Mikiem Quarrym przez nokaut w 4. rundzie i z byłym mistrzem olimpijskim Chrisem Finneganem z Wielkiej Brytanii przez nokaut w 14. rundzie. Ta ostatnia walka została uznana przez magazyn The Ring za walkę roku 1972.
21 listopada 1972 w Stateline Foster zmierzył się z Muhammadem Alim. Przegrał przez nokaut w 8. rundzie. W obronie pasa wagi półciężkiej dwukrotnie wygrał w 1973 z Pierre’em Fourie z RPA, a w 1974 zremisował z Jorge Ahumadą z Argentyny i zakończył karierę. Powrócił później na ring i stoczył jeszcze 7 walk, z których 5 pierwszych wygrał. Ostatecznie rozstał się z boksem jako zawodnik w 1978.
W 1990 został wybrany do Międzynarodowej Bokserskiej Galerii Sławy.